# Mathias Wahl
Mathias Wahl (* 22. Oktober 1815 in Gerersdorf, damals Gemeinde Obenberg, ab 1877 Gemeinde Ried; † 19. August 1885 in Marwach, Gemeinde Ried) war Land- und Gastwirt und Abgeordneter zum Österreichischen Abgeordnetenhaus.

## Leben
Mathias Wahl war Sohn des Landwirts Michael Wahl († 1858). Im Jahr 1839 übernahm er das Familiengut seines Vaters und wurde Landwirt in Gerersdorf, ab 1859, nach der Heirat mit seiner zweiten Ehefrau, auch Land- und Gastwirt in Marwach. Ab 1862 war er Obmann im Landwirtschaftlichen Bezirksverein. Weiters war er Vorstandsmitglied im liberal-politischen Verein in Mauthausen und Mitglied im Bezirksschulrat.
Mathias Wahl war von 1861 bis 1870 Mitglied im Oberösterreichischen Landtag (I. und II. Wahlperiode), als Abgeordneter der Landgemeinden (Wahlbezirk Grein). Er war auch im Gemeinderat von Obenberg tätig.
Er starb am 19. August 1885 im Alter von 69 Jahren an einer Leberentartung.
Er war römisch-katholisch und ab 1839 verheiratet mit Anna Maria Stanger († 1859), mit der er eine Tochter und zwei Söhne hatte, wobei ein Sohn jung verstorben ist. Nach dem Tod seiner Ehefrau heiratete er noch im selben Jahr 1859 Theresia Ledermüller, verwitwete Beyer, die einen Sohn aus erster Ehe in die Ehe mitbrachte.

## Politische Funktionen
Mathias Wahl war vom 20. Mai 1867 bis zum 21. Mai 1870 Abgeordneter des Abgeordnetenhauses im Reichsrat (II. Legislaturperiode) und war dort für die Kurie Oberösterreich, Landgemeinden (Linz, Ottensheim, Urfahr, Grein, Pregarten, Mauthausen, Perg, Freistadt, Weißenbach, Leonfelden, Rohrbach, Neufelden, Lembach, Haslach, Aigen, Wels, Eferding, Grieskirchen, Waizenkirchen, Lambach, Steyr, Weyer, Kremsmünster, St. Florian, Neuhofen, Enns, Kirchdorf, Grünburg, Windischgarsten) zuständig.

## Klubmitgliedschaften
Mathias Wahl war im Jahr 1867 Mitglied im Herbst-Kaiserfeld'schen Klub, ab dem 2. Oktober 1867 im Klub der Linken und ab dem 27. Januar 1869 im Klub der neuen Linken.